# Hrenovice
Hrenovice este o localitate din comuna Postojna, Slovenia, cu o populație de 185 de locuitori.